# Leea aequata
Leea aequata är en vinväxtart som beskrevs av Carl von Linné. Leea aequata ingår i släktet Leea och familjen vinväxter. Inga underarter finns listade i Catalogue of Life.